# Новая Петровка (Полтавская область)
Новая Петровка (укр. Нова Петрівка) — село,
Жовтневый сельский совет,
Семёновский район,
Полтавская область,
Украина.
Код КОАТУУ — 5324582009. Население по переписи 2001 года составляло 182 человека.

## Географическое положение
Село Новая Петровка находится на расстоянии в 2,5 км от сёл Богдановка, Курганное, Рокиты и Осокоры.
По селу протекает пересыхающий ручей с запрудой.

## Экономика
- Молочно-товарная ферма.